# Triterpeny

Skvalen

Lanosterol

Triterpeny (molekulární vzorec C30H48) jsou terpeny, které se skládají z šesti isoprenových jednotek.
Pentacyklické triterpeny mohou být řazeny do skupin lupanů, oleananů nebo ursanů. Významným pentacyklickým triterpenem je kyselina boswelová.
Mezi triterpeny, izolované z částí zvířat a rostlin, (případně jejich deriváty – triterpenoidy) patří např.:
- ambrein
- kyselina ganoderová
- skvalen – první prekursor steroidů
  - lanosterol
    - z něho jsou odvozeny živočišné a houbové steroidy

  - cykloartenol
    - z něho jsou odvozeny rostlinné steroidy